# Ȩ̄́
Ȩ̄́ (minuscule : ȩ̄́), appelé E macron accent aigu cédille, est une lettre latine utilisée dans la romanisation du grec ancien.
Il s’agit de la lettre E diacritée d’un macron, d’un accent aigu et d’une cédille.

## Utilisation
Le ȩ̄́ est utilisé par certains auteurs comme translittération latin de l’êta oxia et iota souscrit ‹ ῄ › grec.
La Bibliothèque nationale de France l’utilise notamment dans la romanisation du grec suivant la ISO 843 dans son catalogue.

## Représentations informatiques
Le E macron accent aigu cédille peut être représenté avec les caractères Unicode suivants : 
- composé et normalisé NFC (latin étendu B, diacritiques) :

| formes    | représentations | chaînes de caractères | points de code | descriptions                                             |
| --------- | --------------- | --------------------- | -------------- | -------------------------------------------------------- |
| capitale  | Ȩ̄́               | Ȩ◌̄◌́                   | U+0112 U+0301  | lettre majuscule latine e macron diacritique accent aigu |
| minuscule | ȩ̄́               | ȩ◌̄◌́                   | U+0113 U+0301  | lettre minuscule latine e macron diacritique accent aigu |

- décomposé et normalisé NFD (latin de base, diacritiques) :

| formes    | représentations | chaînes de caractères | points de code              | descriptions                                                         |
| --------- | --------------- | --------------------- | --------------------------- | -------------------------------------------------------------------- |
| capitale  | Ȩ̄́               | E◌̧◌̄◌́                  | U+0045 U+0327 U+0304 U+0301 | lettre majuscule latine e diacritique macron diacritique accent aigu |
| minuscule | ȩ̄́               | e◌̧◌̄◌́                  | U+0065 U+0327 U+0304 U+0301 | lettre minuscule latine e diacritique macron diacritique accent aigu |

## Sources
- Bibliothèque nationale de France, « Translittération du grec », sur Kitcat : portail d’aide au catalogage de la BnF